# Paroisse civile (Grande-Bretagne)
Pour les articles homonymes, voir Paroisse civile.
 (avril 2024).
Si vous disposez d'ouvrages ou d'articles de référence ou si vous connaissez des sites web de qualité traitant du thème abordé ici, merci de compléter l'article en donnant les références utiles à sa vérifiabilité et en les liant à la section « Notes et références ».

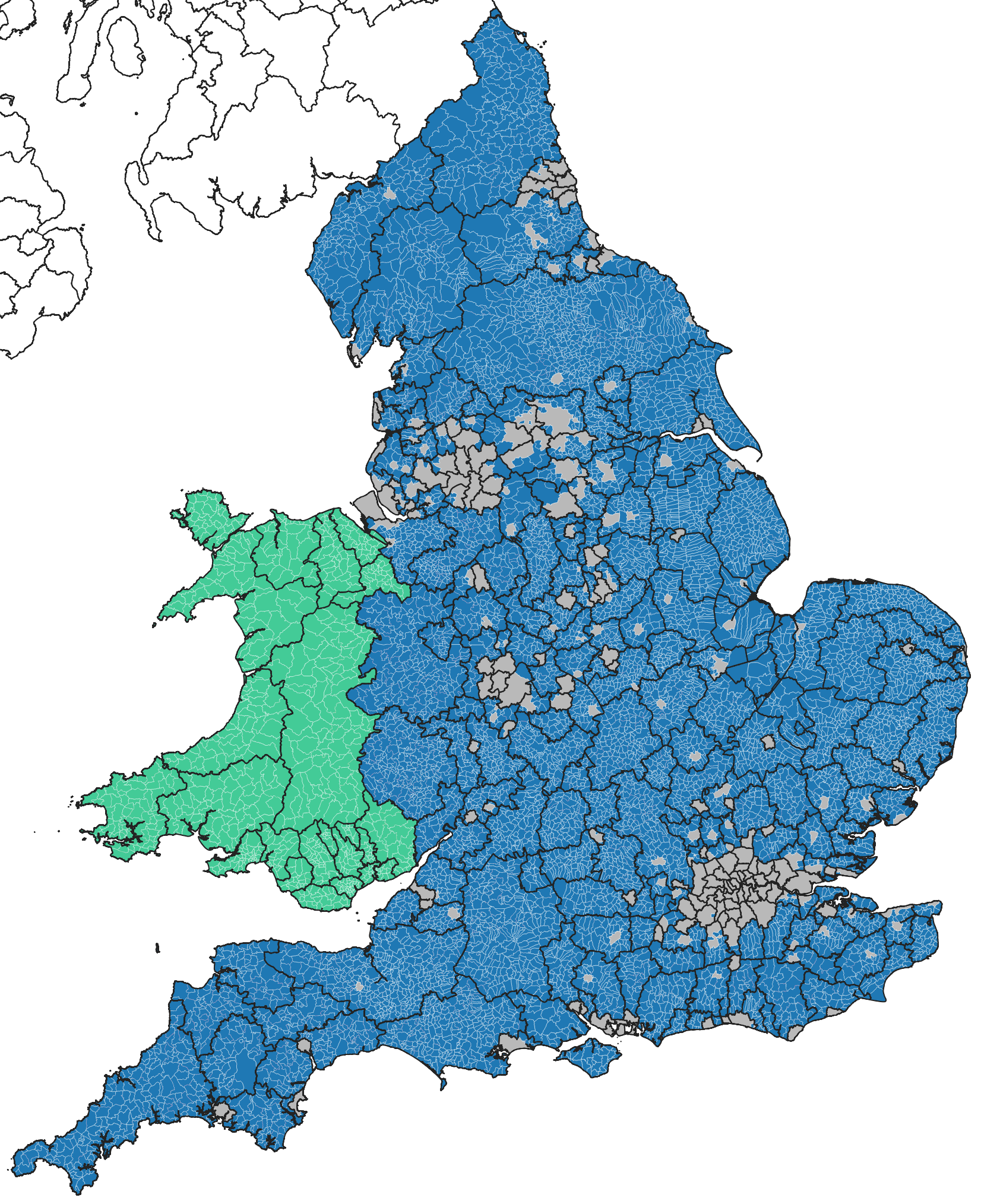
Carte des paroisses civiles anglaises (en bleu) et des communautés galloises (en vert).

La paroisse civile (en anglais : civil parish), légalement traitée de paroisse (en anglais : parish), constitue la subdivision territoriale de base de l'Angleterre et de l'Écosse, au Royaume-Uni.

## Histoire
Les paroisses civiles trouvent leurs origines en 1535, lors de la dissolution des ordres monastiques par le roi d'Angleterre Henri VIII qui vient de rompre avec le pape et Rome en élaborant la doctrine anglicane. Les paroisses ecclésiastiques deviennent donc des institutions civiles, chacune étant gérée par un parish council (conseil de paroisse) souvent nommé town council (conseil de ville) ou city council (conseil de cité).
Celles-ci joueront notamment un rôle majeur dans l'élaboration des Poor Laws (en français : « lois sur les pauvres ») destinées à l'allocation d'une aide financière pour les plus pauvres, et en vigueur dans le pays entre le XVIe et le XIXe siècle. En 1965, lors de la création du Grand Londres, les paroisses civiles sont supprimées sur le territoire de la nouvelle entité.
La réforme engagée par le Local Government Act 1972 supprime de nouveau un certain nombre de ces paroisses civiles. Ainsi, au pays de Galles, elles disparurent totalement pour céder la place aux communautés, au nombre de 869 en 2001. Par contre, de nouvelles paroisses civiles furent créées en Angleterre depuis cette date, dont 100 depuis 1997. Aujourd'hui, on compte 8 700 de ces entités sur le territoire anglais, couvrant environ 35 % de la population. Les régions urbanisées en sont rarement pourvues, à l'exception notable de Birmingham, qui possède une paroisse civile en son sein : New Frankley.
En Écosse, le nombre de paroisses civiles est de 871.

## Compétences
Les conseils des paroisses sont responsables, sachant que ces compétences sont largement partagées avec les districts :
- la décision de construction des lotissements, des bâtiments publics, des routes principales ;
- la planification urbaine ;
- l’aménagement des terrains de plein air, les installations sportives, les cimetières, les parkings ;
- éclairage et entretien des trottoirs.